# Utetheisa indica
Utetheisa indica är en fjärilsart som beskrevs av Walter Karl Johann Roepke 1941. Utetheisa indica ingår i släktet Utetheisa och familjen björnspinnare. Inga underarter finns listade i Catalogue of Life.